# مگنوم رافائل فاریاس تاوارز
مگنوم رافائل فاریاس تاوارز (به پرتغالی: Magnum Rafael Farias Tavares) هافبک اهل برزیل است که در شهر بلم و در تاریخ ۲۴ مارس ۱۹۸۲ به دنیا آمده‌است.
مگنوم رافائل فاریاس تاوارز در تیم‌های فوتبال Tuna Luso، Paysandu، Vitória، Iraty سابقهٔ حضور دارد.